# Delias konokono
Delias konokono is een vlindersoort uit de familie van de Pieridae (witjes), onderfamilie Pierinae.
Delias konokono werd in 1986 beschreven door Orr & Sibatani.